# Maripa putumayana
Maripa putumayana är en vindeväxtart som beskrevs av D.F. Austin. Maripa putumayana ingår i släktet Maripa och familjen vindeväxter. Inga underarter finns listade i Catalogue of Life.